# Tér (filozófia)
A tér fizikai fogalmán túl a Immanuel Kant munkásságának köszönhetőn megjelent a tér filozófiai fogalma is. Kant a teret a priori, velünk született szemléleti kategóriának tartotta és ez hozzájárult, hogy a newtoni fizikára épülő világkép a szűk tudományos, fizikusi közösségen kívül is meggyökeresedett.

## Kantnál
Kant A tiszta ész kritikája című művében foglalkozik a tér és az idő fogalmaival. Nála a tér nem empirikus fogalom, azaz nem a tapasztalatból ered, hanem érzékelésünk a priori sajátossága, tisztán szubjektív feltétele, ami lehetővé teszi számunkra, hogy a dolgok egyáltalán megjelenjenek számunkra. Nem tudjuk, hogy a dolgok a valóságban milyenek, és milyennek érzékelik azt más élőlények, csak azt tudjuk, hogy számunkra térben jelennek meg. Kantnál a térhez hasonlóan az idő is a tiszta szemlélet formája. A tér a külső, az idő a belső szemlélettel függ össze.
Kantnál a tér és az idő mint szemléleti formák metafizikai tárgyalása kétlépcsős absztrakciós folyamatot foglal magába. Ennek első lépéseként izolálni kell az ismeretek teljes komplexumából  a szemlélet és az értelem komponenseit, majd a szemléletben mindazt félre kell tenni, ami az érzékeléshez tartozik, mint pl. a színek illetve a hangok. Ily módon a szemléletnek a  tapasztalattól független formái maradnak vissza, összefoglaló nevén  a tér és idő eredeti képzete (Vorstellung). Ez a  tárgyalás metafizikai jellegű, hiszen a tér és idő szemléletét a priorinak mutatja be. Míg időn Kant az egymásutániságot, addig téren az egymásmellettiséget érti. A tér a külső érzékeknek a szemléleti formája, melynek útján akusztikus, optikus, stb. benyomásokat kapunk.
Ugyanakkor a tér és idő transzcendentális tárgyalása során Kant kimutatja, hogy ezek nem puszta képzetek, hanem tárgyalkotó karakterrel bírnak; ugyanis tér és idő által lesznek a tárgyak egy a priori szintetikus ismeret tárgyai és mivel ezek tapasztalattól független szemléleti formák, következésképpen  a matematika a róluk való tapasztalattól független tudomány.

## A pozitivizmusban
A 20. század fordulóján először a pozitivisták (Ernst Mach) voltak az elsők, akik következetesen elvetették az abszolút tér fogalmát (lévén az nem szigorúan empirikus, hanem elméleti kategória), bár a problémákra adott pozitivista válaszok sem a fizikán belül nem váltak uralkodóvá, sem a mai tudományelmélet nem tartja a pozitivista programot kivitelezhetőnek. A. Einstein Mach kritikájának hatására ugyan, de közel sem pozitivista módon adott megoldást a kérdésre, általános relativitáselmélete szerint a tér szerkezetét (görbületét) a benne lévő anyag (mennyisége) határozza meg, amely tehát a newtoni abszolút tér elvetése, azonban a tér nála nemcsak hogy metafizikai konstrukció, hanem, lévén tulajdonságai kifejezetten és mérhetően az anyag tulajdonságaitól függenek, egészen valóságos dolog. „A teret egészen fizikai tárggyá tette, amely hatások kiváltására és elszenvedésére egyaránt képes.”

## Materialista válaszok
V. I. Lenin bírálta Machot, mondván: Mach elfordult a természettudományoktól és közel került a fideizmushoz. Ha ugyanis a tér és az idő nem objektív, akkor már igen könnyű eljutni  a téren és az időn kívül létező lények feltételezéséhez is.